# 大岛恋贝
大岛恋贝（学名：Peregrinamor ohshimai），是帘蛤目似壳菜蛤科Peregrinamor属的一种。主要分布于中国大陆，常栖息在潮间带。